# Lewisham
Lewisham

Vist i Greater London
| Status                | Bydel i London |
| Areal:                | 35,15 km²      |
| Befolkning:           | 235.816 (2002) |
| Befolkningstæthed:    | 7221 pr. km²   |
| ONS-kode:             | 00AZ           |
| Adm. center:          | Catford        |
| Adm. grevskab:        | Greater London |
| Ceremonielt grevskab: | Greater London |
|                       |                |
| Region:               | Greater London |
|                       |                |

Lewisham (officielt: The London Borough of Lewisham; udtale) er en bydel i det sydøstlige London. Den blev oprettet i 1965 da de tidligere bydele Lewisham og Deptford blev slået sammen.
Bydelen har en egen, direkte valgt borgmester, men er som del af Greater London også underlagt borgmesteren i London.

## Steder i Lewisham
- Bell Green
- Bellingham
- Blackheath
- Brockley
- Catford
- Deptford
- Downham
- Forest Hill
- Grove Park
- Hither Green
- Honor Oak
- Honor Oak Park
- Ladywell
- Lee
- Lewisham
- Lower Sydenham
- New Cross
- New Cross Gate
- St. Johns
- Southend
- Sydenham
- Upper Sydenham

51°26′43″N 0°01′13″V / 51.4453°N 0.0203°V